# The Knight of Knights

The Knight of Knights (Wen Suchen) est un film hongkongais réalisé par Chun Hsieh, sorti en 1966.

## Histoire
Le scénario s’inscrit dans la veine traditionnelle de films de wuxia tels que L'Incendie du monastère du Lotus rouge ou L'Héroïne rouge, mettant en scène un héros martial aux prises avec des moines lubriques et séditieux, retranchés dans un monastère garni de pièges et de passages secrets.
La réalisation comporte une forte mortalité au sein des personnages principaux et des figurants, conformément aux canons des films d'arts martiaux de l'époque, et comprend d'insoutenables scènes de curage d'oreille et de massages chinois prodigués aux moines par leurs prisonnières, ainsi qu'une célèbre scène de nudité suggérée de l'actrice principale.
Le casting réunit des acteurs déjà confirmés (Chiao Chuang), de futures stars (Lily Ho, Lily Li, Chen Hung-lieh) et des piliers de la Shaw Brothers abonnés aux seconds rôles (Ku Feng, Tang Ti, Cheng Lui, Fan Mei-Sheng, Lee King, Wu Ma) ; la star Li Ching, récemment lauréate du prix de l'Asia-Pacific Film Festival, joue un petit rôle dans un but promotionnel.

## Fiche technique
- Titre original : The Knight of Knights / 文素臣 (Wen Su Chen)
- Réalisation : Chu Hsieh
- Scénario : Chang Cheh
- Société de production : Shaw Brothers
- Pays d'origine : Hong Kong
- Format : Couleurs - 2,35:1 - Mono - 35 mm
- Genre : Wu Xia Pian, bondage
- Date de sortie : 1966

## Distribution
- Chiao Chuang : Wen Su Chen
- Lily Ho : Lin Hong Yu, la fille du contrôleur Lin
- Lee Ying : le contrôleur Lin, un fonctionnaire tatillon
- Lee Wan-Chung	: le gouverneur Wang, soucieux de développer la décentralisation de l'empire et adepte d'innovations fiscales
- Tang Ti : l’abbé Kung Ming, soutien du gouverneur Wang
- Fung Ngai : un moine lubrique de rang supérieur
- Fan Mei-sheng : un moine lubrique de rang supérieur
- Tien Shun : un moine lubrique de rang supérieur
- Lan Wei-Lieh : Wu Se, un moine lubrique amoureux de la femme du charpentier
- Wu Ma : Wu Fan, un moine lubrique
- Ku Feng : un charpentier jaloux
- Liu Liang-Hua : la femme du charpentier, convoitée par le moine Wu Se mais prisonnière d'une moralité rigide
- Li Ching  : une demoiselle en détresse, sœur du charpentier, convoitée par un moine lubrique mais prisonnière d'une moralité rigide
- Cliff Lok (en) : Wen Lung, un assistant de Wen Su Chen
- Chow Lung-Cheung : Wen Hu, un assistant de Wen Su Chen
- Lily Li Li-li : Hsin Yang, la demoiselle de compagnie de mademoiselle Lin
- Cheng Lui : un héros présomptueux
- Chen Hung-lieh : un héros présomptueux
- Yuen Woo-ping : un moine lubrique
- Unicorn Chan (en) : un moine lubrique
- Yuen Siu-tien : un moine lubrique